# Pierre Cardin
Pierre Cardin (2. července 1922, Sant'Andrea di Barbarana, Benátsko, Itálie – 29. prosince 2020, Neuilly-sur-Seine) byl francouzský návrhář a podnikatel.

## Život
Narodil se ve vesnici Sant'Andrea di Barbarana na řece Piavě, části obce San Biagio di Callata v provincii Treviso v Benátsku. V roce 1924 se rodina přestěhovala do Francie. V roce 1945 přišel Cardin do Paříže studovat architekturu.
Prací pro přední pařížské tvůrce jako např. Paquin, Elsu Schiaparelliovou nebo Christian Dior se učil módnímu krejčovství a návrhu.

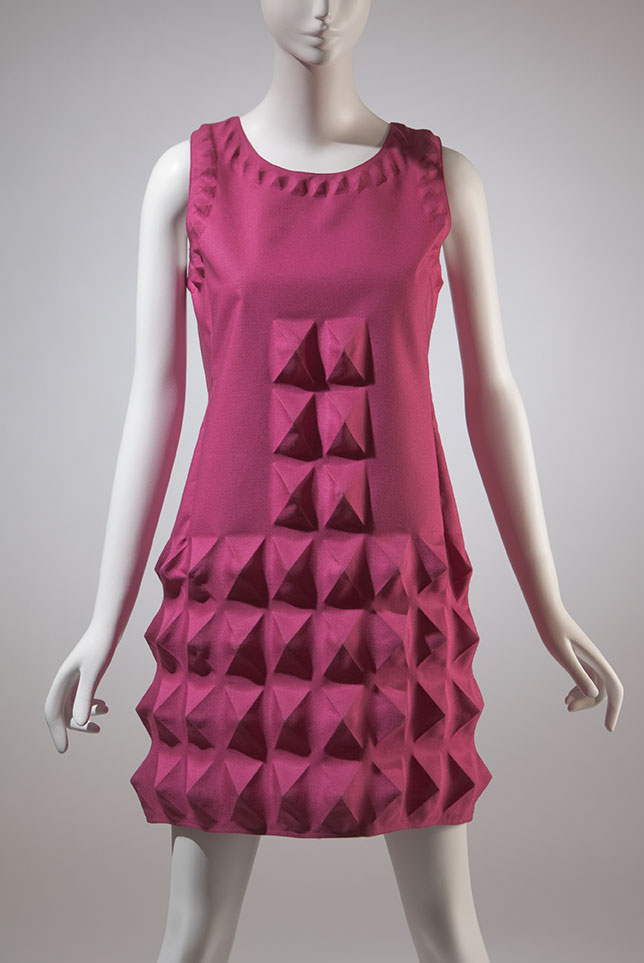
Dynel, model šatů z roku 1968

Svůj vlastní podnik založil Pierre Cardin v roce 1950 a v roce 1953 se stal členem prestižního francouzského sdružení Chambre Syndicale de la Haute Couture. V roce 1959 jako první couturier v historii sdružení vytvořil Cardin kolekci přímo vyrobenou pro prodej a nošení. Později takové kolekce dostaly název prêt-à-porter (vezmi a nos). V roce 1959 byl ovšem svět haute couture Cardinovým počinem šokován a návrháře ze syndikátu na čas vyloučili. Později se už žádný z vrcholných salonů bez kolekce prêt-à-porter neobešel. Pierre Cardin udělal revoluci ve vysoké módě, přiblížil ji nejširší veřejnosti.
Pro modely Pierra Cardina jsou charakteristické hlavně jednoduché linie, geometrické tvary, unisex móda (první linii návrhář vytvořil v roce 1958), inspirace kosmickým věkem (v roce 1964 dosáhl Cardin světového uznání futuristickou kolekcí „vesmírný věk“) a experimentování s novými materiály. Některé modely nebyly pohodlné nebo prakticky nositelné.
Kromě oděvů a doplňků navrhoval Cardin např. nábytek, interiéry, předměty užitého umění, pracoval pro automobilový a letecký průmysl i v dalších oblastech. Úspěšně se prosadil jako podnikatel. Od roku 1981 byl majitelem luxusních restaurantů Maxim´s, po celém světě vlastnil množství módních licencí.
Od roku 1991 působil Pierre Cardin jako čestný ambasador UNESCO a od roku 2009 jako vyslanec dobré vůle organizace FAO OSN.
Pierre Cardin se ve světě dočkal mnoha uznání a vyznamenání různými vysokými řády. Od roku 1977 mu byl několikrát udělen „Zlatý náprstek“, nejvyšší ocenění francouzské haute couture. Jako první módní návrhář v historii vůbec získal Cardin v roce 1992 křeslo ve francouzské Akademii krásných umění (Académie des Beaux-Arts). Pierre zemřel 29. prosince 2020 ve věku 98 let.

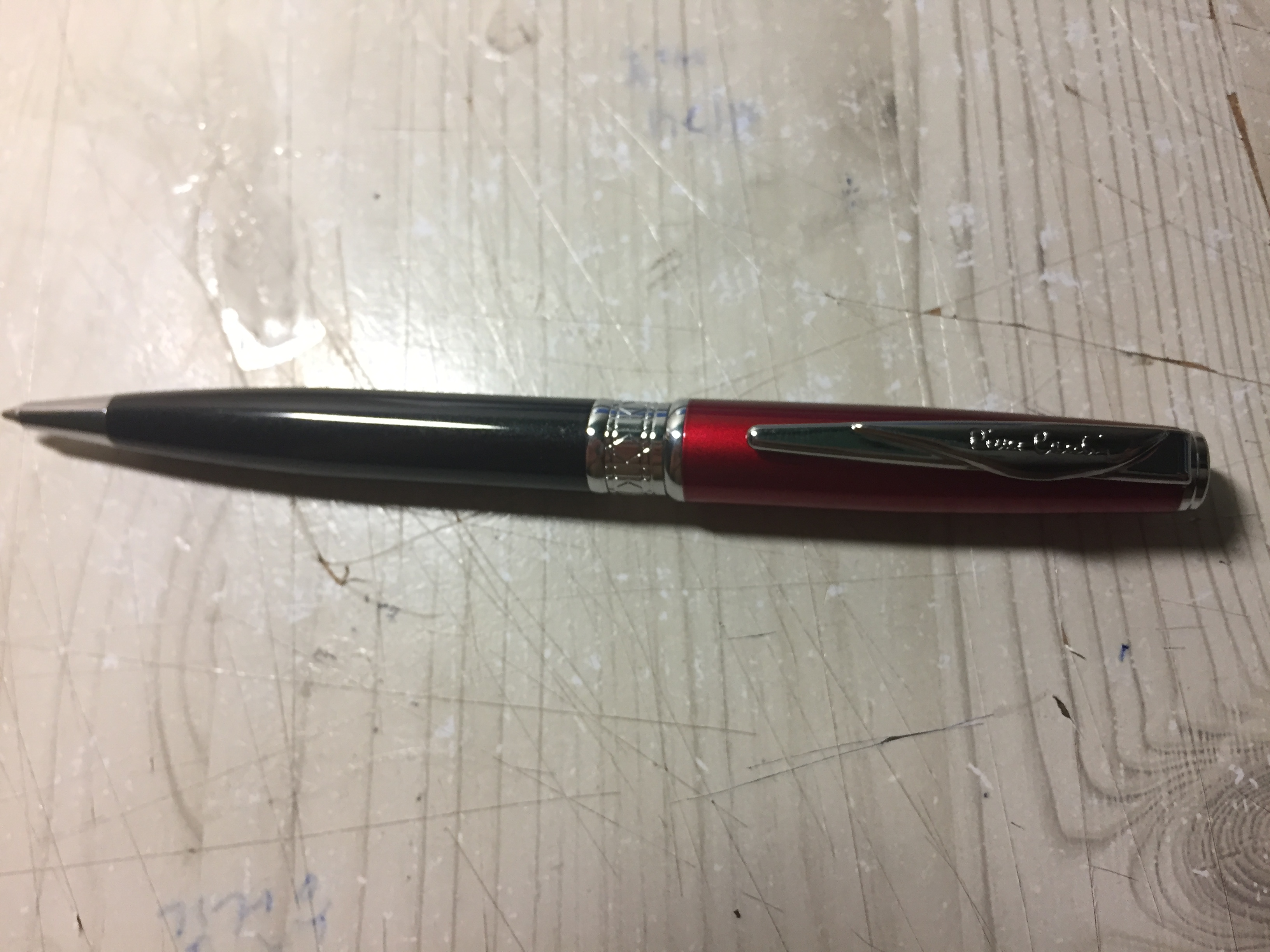
Kuličkové pero od Pierra Cardina